# Assedio di Meaux
L'assedio di Meaux ebbe luogo tra il 1421 e 1422 tra gli inglesi e francesi durante la Guerra dei cent'anni. Gli inglesi erano comandati dal Re Enrico V che si ammalò durante questa battaglia e di conseguenza è morto il 31 agosto.

## Antefatti
Enrico era tornato dall'Inghilterra nel giugno 1421 con 4 000 soldati e partì immediatamente per dare il cambio al duca di Exeter a Parigi. La capitale era minacciata dalle forze francesi, con sede a Dreux, Meaux e Joigny. Il re assediò e catturò Dreux abbastanza facilmente, quindi andò a sud, catturando Vendôme e Beaugency prima di marciare su Orleans. Non aveva rifornimenti sufficienti per assediare una città così grande e ben difesa, quindi dopo tre giorni andò a nord per catturare Villeneuve-le-Roy. 
Fatto ciò, Enrico marciò su Meaux con un esercito di oltre 20 000 uomini. La difesa della città era guidata dal Bastardo di Vaurus, a detta di tutti crudele e malvagio, ma comunque un valoroso comandante. L'assedio iniziò il 6 ottobre 1421, mine e bombardamenti abbatterono presto le mura.

## L'assedio
Molti alleati di Re Enrico erano lì per aiutarlo nell'assedio. Arturo III di Bretagna, recentemente rilasciato da una prigione inglese, venne lì per giurare fedeltà al re d'Inghilterra e servire con le sue truppe bretoni. C'era anche Filippo III di Borgogna ma molti degli uomini del duca stavano combattendo in altre zone: In Piccardia, Jean de Luxembourg e Hugues de Lannoy, maestro di arcieri, accompagnati da un corpo anglo-borgognone attaccarono, alla fine di marzo 1422 e conquistarono diversi luoghi di Ponthieu e Vimeu nonostante gli sforzi delle truppe di Joachim Rouhault, Jean Poton de Xaintrailles e Jean d'Harcourt mentre erano in Champagne, il conte Vaudemont fu sconfitto in battaglia da La Hire. 
Le vittime iniziarono ad aumentare nell'esercito inglese, incluso John Clifford, VII barone de Clifford che era stato all'assedio di Harfleur, la battaglia di Azincourt, e ricevette la resa di Cherbourg. Durante l'assedio fu ucciso anche il giovane John Cornwall, unico figlio del famoso nobile John Cornwall, I barone Fanhope. Il giovane John Cornwall aveva solo diciassette anni quando fu ucciso durante l'assedio di Meaux. Morì accanto a suo padre, che vide la testa di suo figlio venire esplosa da una pietra sparata. Anche gli inglesi iniziarono ad ammalarsi piuttosto presto durante l'assedio, e si stima che un sedicesimo degli assedianti morì di dissenteria e vaiolo mentre migliaia morirono grazie alla coraggiosa difesa degli uomini d'arme all'interno della città.
Mentre l'assedio continuava, lo stesso Enrico si ammalò, sebbene si rifiutasse di andarsene fino alla fine del conflitto. In seguito buone notizie gli giunsero dall'Inghilterra che il 6 dicembre la regina Caterina gli aveva dato alla luce un figlio ed erede a Windsor.

## Conseguenze
Il 9 maggio 1422 la città di Meaux si arrese, anche se la guarnigione resistette. Sotto i continui bombardamenti, anche la guarnigione cedette il 10 maggio, dopo un assedio di sette mesi. Il Bastardo di Vaurus fu decapitato, così come un trombettista di nome Orace, che una volta aveva derito Enrico. Sir John Fortescue fu quindi insediato come capitano inglese del castello di Meaux. 
A questo punto, Enrico era piuttosto malato. Poco dopo l'assedio, mentre era in viaggio verso Cosne-sur-Loire, si trovò incapace di cavalcare e dovette essere portato a Vincennes, dove arrivò il 10 agosto. Enrico V morì a Vincennes il 31 agosto 1422 a 35 anni.